# Gerhard Kallmann
Gerhard Michael Kallmann (* 13. Februar 1915 in Berlin; † 19. Juni 2012 in Boston, Massachusetts) war ein US-amerikanischer Architekt.

## Leben
Gerhard Michael Kallmann war der Sohn von Theodor und Olga Jarecki Kallmann. Nach der Machtergreifung der Nationalsozialisten 1933 wurde die jüdische Familie verfolgt und emigrierte 1937 nach Großbritannien. Kallmann konnte dort am Architectural Association School of Architecture studieren. 1948 wanderte die Familie in die USA aus, wo Kallmann ab 1949 am Chicago Institute of Design unterrichtete. Ab 1954 war er Assistenzprofessor an der Columbia University. Anfang der 1960er war Kallmann längst Professor und konnte sich gemeinsam mit seinem ehemaligen Studenten Michael McKinnell bei einer öffentlichen Ausschreibung zum Design der neuen Boston City Hall gegen namhafte Architekten durchsetzen. Das Gebäude wurde 1968 erbaut. Kurz nach dem Gewinn zog er 1962 nach Boston, wo er sein Architekturbüro Kallmann, McKinnell & Knowles gründete.
Später wurde sein Büro in Kallmann, McKinnell & Wood umbenannt. Er entwarf komplette Campuse für die University of California, vereinzelte Gebäude der Ohio State University und der Brandeis University. Das Hauptquartier der Organisation für das Verbot chemischer Waffen in Den Haag wurde genauso nach seinem Entwurf gebaut wie die US-Botschaft in Bangkok. 1985 wurde er Mitglied der American Academy of Arts and Sciences, deren Gebäude ebenfalls von Kallmann, McKinnell & Wood entworfen worden war.

## Entworfene Gebäude

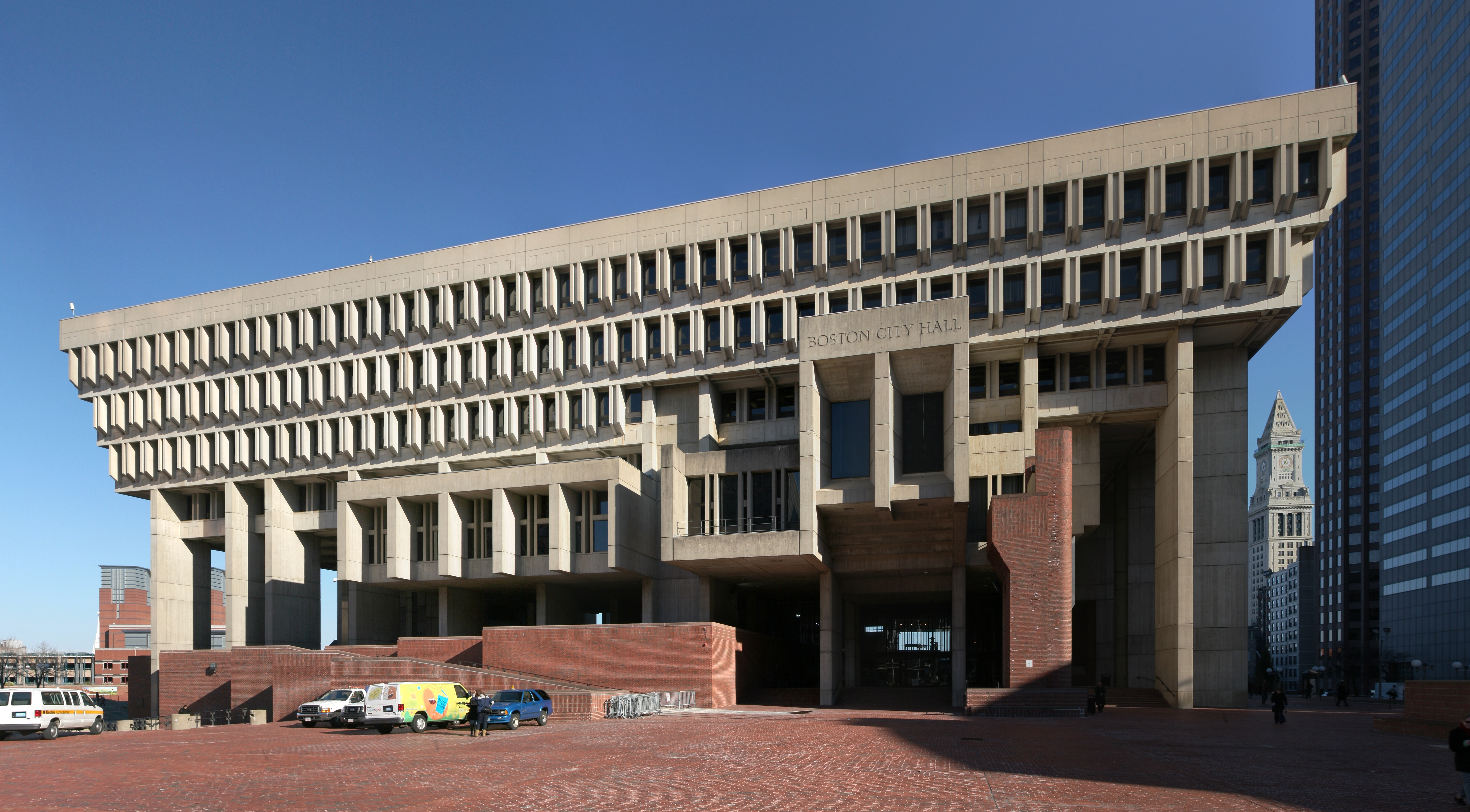
Boston City Hall
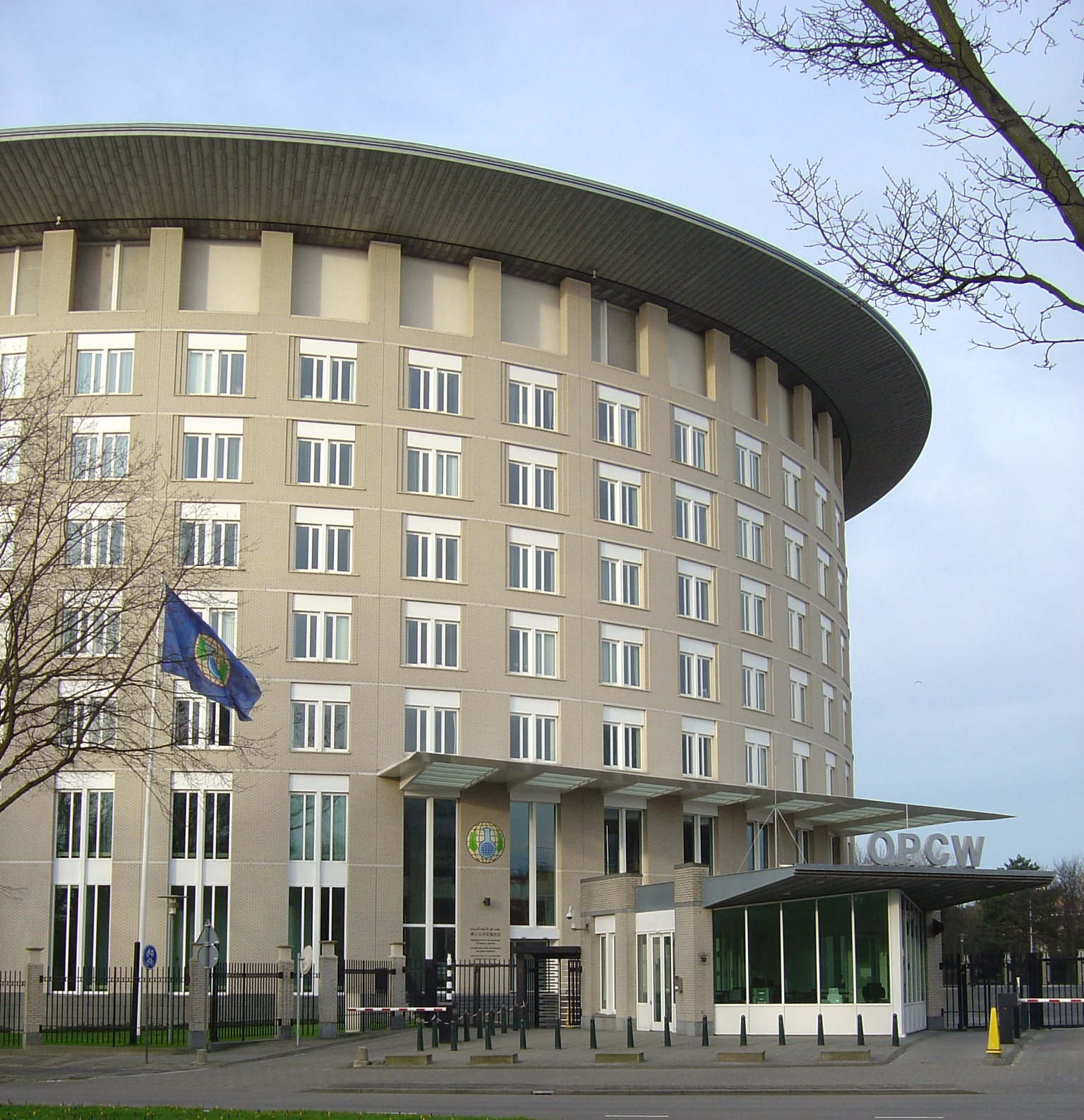
Hauptquartier der Organisation für das Verbot chemischer Waffen, Den Haag